# Teknikåret 1985

## Händelser

### April
- 24 april - Tidningen Ny Teknik presenterar uppgifter om att Försvarets forskningsanstalt i Sverige jobbade med att bygga en svensk atombomb, något Sveriges riksdag sa nej till 1956, under hela 1960-talet och fram till 1972.[1]

### Okänt datum
- Amiga 1000 släpps [2].
- Ford Scorpio blir den första bilen med ABS som standardutrustning.
- Den svenska telekommunikations- och läkemedelsindustrins utveckling accelererar [3].
- Sinclair C5, en eldriven moped uppfinns.
- National Science foundation skapar NSFNET och länkar samman fem superdatorcentrum i USA [2].

## Nya produkter/uppfinningar
- Sinclair C5, en eldriven moped

### Fotnoter
1. ↑   Horisont 1985. Bertmarks
2. 1 2
3. ↑  Sverige 1900-talet – I industrialismens era, NE, Bra Böcker, 2000